# Caxias Futebol Clube
Caxias Futebol Clube é um clube de futebol brasileiro, sediado na cidade de Joinville, no estado de Santa Catarina. Manda seus jogos no Estádio Ernesto Schlemm Sobrinho, também apelidado de Ernestão, com capacidade para aproximadamente 5 mil pessoas.  
Seu maior rival é o América Futebol Clube, sendo que ambos tiveram seus departamentos de futebol fundidos para fundar o JEC.

## História
Há uma história muito divulgada na cidade de que o Caxias foi fundado no dia 12 de outubro de 1920 como resultado da fusão de dois clubes: o Vampiro e o Teutônia, mas essa história carece de fontes seguras. Assim, do primeiro teria herdado a cor preta e, do segundo, a cor branca. A reunião de fundação ocorreu na residência da família Marquardt e contou com a presença de Antônio Vian, Armandos Paul, Edgar Schneider, Felipe Zattar, Genoviano Rodrigues, Jaser Vieira, Joaquim das Neves, João Lorenzi, Osvaldo Marquardt, Paulo Kock e Rigoletto Conti. O nome do clube é uma homenagem ao Luís Alves de Lima e Silva, o Duque de Caxias e Patrono do Exército Brasileiro. Seu primeiro presidente foi Osvaldo Marquardt.
A primeira partida da história do Caxias ocorreu no dia 6 de março de 1921, em comemoração ao 70º aniversário da cidade de Joinville, quando venceu o América na casa do adversário por 2 a 1. Os gols do Caxias foram marcados por Afonso Kruger e Waldemar Moreira, enquanto Alfredinho Zattar descontou para o América. O Caxias entrou em campo com: Paschoa, Camarão, Braga, Mané Gaspar, Paulo Koch, Joaquim da Neves, Carlos Butschardt, Afonso Kruger, Carlos Lopes, Candinho e Waldemar Moreira.
Em 1929, sagrou-se campeão citadino de Joinville, vencendo o América na final por 1 a 0, garantindo o direito de disputar o Campeonato Catarinense pela primeira vez. Na estreia estadual, derrotou o Lauro Müller por 3 a 0. Em seguida, bateu o Pery de Mafra por 2 a 1. Na decisão estadual, aplicou uma goleada de 7 a 3 no Adolfo Konder, em Florianópolis, e tornou-se o primeiro clube do interior a conquistar o Campeonato Catarinense. Os gols do Caxias foram marcados por Cilo (2), Raul Schmidlin (2), Reeck e Cirilo, e o clube estava assim escalado: Benedito, Candinho, Chiquito, Marinheiro, José, Otto Senff, Meyer, Cirilo, Raul Schmidlin, Cilo e Reeck.
Em 10 de outubro de 1964 foi declarado de "utilidade pública" por Celso Ramos, Governador de Santa Catarina.

### Fusão de 1976
Em 1971 o seu rival foi campeão catarinense, o então presidente do América Futebol Clube disse: "Ou Caxias e América se unem, ou o futebol da cidade de Joinville chegará ao caos”. Realmente o americano sabia do que estava falando. Ele morreu dois anos depois sem ver o sonho realizado
A fusão começou a ser planejada em 1975, quando o presidente do Caxias Pedro Belarmino da Silva ligou para companhia Hansen, para marcar uma reunião com João Hansen Neto. Explicou a situação crítica que o clube vivia – que não era segredo para João Hansen também – e cogitou a possibilidade de uma ajuda maior para sanar as dívidas que se acumulavam.
João, por sua vez, reacendeu a ideia de unir as duas equipes da cidade, contribuindo assim como uma boa quantia para a sustentação do novo time. A solução encontrada por um dos dirigentes do Caxias, no sentido de pelo menos remediar momentaneamente os problemas do clube, foi de convidar para a presidência o industrial João Hansen Júnior, da Tubos e Conexões Tigre.
A partir daí, o único e difícil passo para se criar um novo clube em Joinville foi obter a aprovação dos caxienses e americanos. Porém prevaleceu o bom senso e, em 29 de janeiro de 1976, foi criada a nova agremiação com a personalidade jurídica de Joinville e constituída também a sua primeira diretoria sob a presidência de Waldomiro Schützler.

Joinville E.C, fruto da fusão de Caxias com eu arquirrival América.

Então, em 29 de janeirode1976, a partir da união dos departamentos de futebol do América e do Caxias, os dois clubes profissionais da cidade, tradicionais adversários do futebol local, na época em sucessivas crises, que começou a história do JEC.

### O Caxias F.C. de 2000 a 2007
Em 2000, o clube voltou à ativa com a chapa perdedora das eleições da nova diretoria do JEC. Com essa diretoria o Gualicho foi campeão da segunda divisão de Santa Catarina em 2002 e foi vice da principal divisão em 2003, sendo que nesse ano a final quase foi contra o seu "filho".
Em 2005 pela série A2 do catarinense, Caxias e JEC se enfrentaram. Foi no dia 14 de maio e o jogo foi na Arena Joinville, mas o mandante era o alvinegro com o jogo terminando em 4x1 pro Joinville e, no mesmo ano e no mesmo estádio, o tricolor foi o mandante e a partida terminou em 2x2. Em 2006 houve outros dois "Clássicos pai e filho": o primeiro foi 4x0 para o JEC e o segundo e último jogo entre os dois foi no dia 1 de fevereiro de 2006 no Ernesto Schlemm Sobrinho e terminou em 1x1.

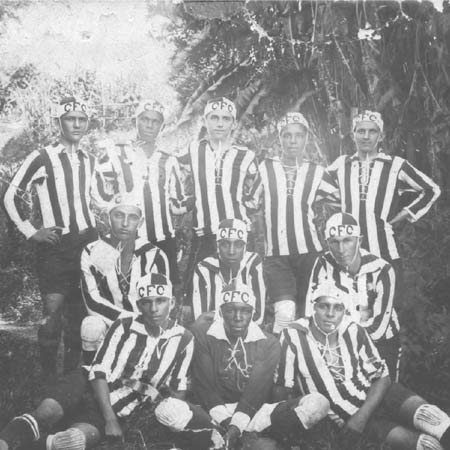
Time vencedor do Campeonato Catarinense de 1929.

## Títulos
- Fontes:[8][9]

| ESTADUAIS  | ESTADUAIS                                | ESTADUAIS  | ESTADUAIS                                                              |
|            | Competição                               | Títulos    | Temporadas                                                             |
|            | Campeonato Catarinense                   | 3          | 1929, 1954 e 1955                                                      |
|            | Campeonato Catarinense - 2ª Divisão      | 1          | 2002                                                                   |
|            | Campeonato Catarinense - 3ª Divisão      | 1          | 2010                                                                   |
|            | Torneio Início do Campeonato Catarinense | 1          | 1956                                                                   |
| MUNICIPAIS | MUNICIPAIS                               | MUNICIPAIS | MUNICIPAIS                                                             |
|            | Competição                               | Títulos    | Temporadas                                                             |
|            | Liga Joinvilense de Futebol              | 12         | 1935, 1937, 1938, 1939, 1940, 1941, 1944, 1945, 1946, 1954, 1955, 1996 |
| ---------- | ---------------------------------------- | ---------- | ---------------------------------------------------------------------- |